# Francja na Letnich Igrzyskach Olimpijskich 1912
Francja na Letnich Igrzyskach Olimpijskich 1912 w Sztokholmie, reprezentowana była przez 119 sportowców – w tym przez jedną kobietę. Zawodnicy francuscy zdobyli łącznie 14 medali (7 złotych, 4 srebrne i 3 brązowe). Dodatkowo w Konkursie Sztuki i Literatury uczestniczyło 10 zawodników.

## Zdobyte medale
| Medal  | Zawodnik                                                         | Dyscyplina sportowa | Konkurencja                              |
| ------ | ---------------------------------------------------------------- | ------------------- | ---------------------------------------- |
| Złoto  | Jean Cariou                                                      | Jeździectwo         | Skoki indywidualnie                      |
| Złoto  | Paul Colas                                                       | Strzelectwo         | Karabin dowolny 300 m – z trzech pozycji |
| Złoto  | Paul Colas                                                       | Strzelectwo         | Karabin dowolny – 600 m                  |
| Złoto  | Maurice Germot André Gobert                                      | Tenis               | Gra podwójna w hali                      |
| Złoto  | André Gobert                                                     | Tenis               | Gra pojedyncza w hali                    |
| Złoto  | Marguerite Broquedis                                             | Tenis               | Gra pojedyncza na zewnątrz               |
| Złoto  | Gaston Thubé, Amédée Thubé, Jacques Thubé                        | Żeglarstwo          | Klasa 6 metrów                           |
| Srebro | Louis Ségura                                                     | Gimnastyka          | Wielobój indywidualnie                   |
| Srebro | Jean Bouin                                                       | Lekkoatletyka       | Bieg na 5000 m                           |
| Srebro | Michel Dufourt Jacques Cariou Bernard Meyer Albert Seigner       | Jeździectwo         | Skoki drużynowo                          |
| Srebro | Charles Poulenard Pierre Failliot Charles Lelong Robert Schurrer | Lekkoatletyka       | Sztafeta 4 × 400 m                       |
| Brąz   | Jean Cariou                                                      | Jeździectwo         | WKKW indywidualnie                       |
| Brąz   | Albert Canet Édouard Mény de Marangue                            | Tenis               | Gra podwójna na zewnątrz                 |
| Brąz   | Marguerite Broquedis Albert Canet                                | Tenis               | Gra mieszana na zewnątrz                 |

## Skład kadry

### Gimnastyka
- Louis Ségura – wielobój – 2. miejsce
- Marcel Lalu – wielobój – 7. miejsce
- Marco Torrès – wielobój – 7. miejsce
- Antoine Costa – wielobój – 10. miejsce
- Louis-Charles Marty – wielobój – 11. miejsce
- Auguste Pompogne – wielobój – 14. miejsce

### Jeździectwo
- Albert Seigner

Ujeżdżenie – 10. miejsce
WKKW – 14. miejsce
- Jacques Cariou

Ujeżdżenie – 14. miejsce
Skoki – 1. miejsce
WKKW – 3. miejsce
- Pierre Dufour d'Astafort

Ujeżdżenie – 19. miejsce
Skoki – 13. miejsce
WKKW – nie ukończył
- Bernard Meyer

Skoki – nie ukończył
WKKW – 12. miejsce
- Pierre Dufour d'Astafort, Jacques Cariou, Bernard Meyer, Albert Seigner

Skoki drużynowo – 2. miejsce
WKKW drużynowo – 4. miejsce

### Kolarstwo
- Joseph Racine – wyścig indywidualny – 40. miejsce
- André Capelle – wyścig indywidualny – 50. miejsce
- René Gagnet – wyścig indywidualny – 64. miejsce
- Georges Valentin – wyścig indywidualny – 83. miejsce
- Étienne Chéret – wyścig indywidualny – 89. miejsce
- Gaston Alancourt – wyścig indywidualny – 91. miejsce
- Pierre Peinaud – wyścig indywidualny – 92. miejsce
- André Lepère – wyścig indywidualny – 93. miejsce
- Alexis Michiels – wyścig indywidualny – 94. miejsce
- Jacques Marcault – wyścig indywidualny – nie ukończył
- Louis Bès – wyścig indywidualny – nie ukończył
- René Rillon – wyścig indywidualny – nie ukończył
- Joseph Racine, André Capelle, René Gagnet, Georges Valentin, Étienne Chéret, Gaston Alancourt, Pierre Peinaud, André Lepère, Alexis Michiels, Jacques Marcault, Louis Bès, René Rillon – wyścig drużynowy – 10. miejsce

### Lekkoatletyka
- René Mourlon – 100 metrów – odpadł w półfinałach
- Pierre Failliot

100 metrów – odpadł w eliminacjach
200 metrów – odpadł w eliminacjach
Pięciobój – 17. miejsce
Dziesięciobój – nie ukończył
- Robert Schurrer

100 metrów – odpadł w eliminacjach
200 metrów – odpadł w półfinałach
400 metrów – odpadł w eliminacjach
- Charles Lelong

100 metrów – odpadł w eliminacjach
200 metrów – odpadł w eliminacjach
400 metrów – odpadł w półfinałach
- Georges Rolot

100 metrów – odpadł w eliminacjach
200 metrów – odpadł w półfinałach
400 metrów – odpadł w eliminacjach
- Marius Delaby

100 metrów – odpadł w eliminacjach
110 metrów przez płotki – odpadł w półfinałach
Skok wzwyż – niesklasyfikowany
- Charles Poulenard

200 metrów – odpadł w eliminacjach
400 metrów – odpadł w półfinałach
800 metrów – odpadł w eliminacjach
- Géo Malfait

200 metrów – odpadł w eliminacjach
400 metrów – odpadł w eliminacjach
- Joseph Caullé – 800 metrów – odpadł w eliminacjach
- Henri Arnaud – 1500 metrów – niesklasyfikowany
- Jean Bouin

5000 metrów – 2. miejsce
Bieg przełajowy – nie ukończył
- Gaston Heuet

5000 metrów – odpadł w eliminacjach
10 000 metrów – odpadł w eliminacjach
- Renon Boissière – maraton – 13. miejsce
- Louis Pauteix – maraton – nie ukończył
- Géo André

110 metrów przez płotki – odpadł w półfinałach
Skok wzwyż – niesklasyfikowany
Skok wzwyż z miejsca – niesklasyfikowany
Skok w dal z miejsca – 16. miejsce
Pięciobój – 22. miejsce
Dziesięciobój – nie ukończył
- Pierre Failliot, Georges Rolot, Charles Lelong, René Mourlon – 4 × 100 metrów – odpadli w eliminacjach
- Charles Lelong, Robert Schurrer, Pierre Failliot, Charles Poulenard – 4 × 400 metrów – 2. miejsce
- André Labat – skok wzwyż – nie ukończył
- Michel Meerz – skok wzwyż – nie ukończył
- Armand Estang – skok wzwyż – nie ukończył
- Fernand Gonder – skok o tyczce – 15. miejsce
- André Campana – skok w dal – 16. miejsce
- Alfred Motté – skok w dal z miejsca – 10. miejsce
- André Tison

Pchnięcie kulą – 9. miejsce
Rzut dyskiem – 30. miejsce
- Raoul Paoli – pchnięcie kulą – 16. miejsce
- Charles Lagarde

Pchnięcie kulą – 22. miejsce
Rzut dyskiem – 36. miejsce

### Pięciobój nowoczesny
- Jean de Mas Latrie – 16. miejsce
- Georges Brulé – 19. miejsce

### Piłka wodna
- Gustave Prouvost, Gaston Van Laere, Georges Rigal, Paul Beulque, Jean Rodier, Jean Thorailler, Henri Decoin, Paul Vasseur – 5. miejsce

### Pływanie
- Georges Rigal – 100 metrów st. dowolnym – odpadł w eliminacjach
- Gérard Meister – 100 m st. dowolnym – odpadł w eliminacjach
- Auguste Caby – 1500 m st. dowolnym – odpadł w eliminacjach

### Strzelectwo
- Léon Johnson

Pistolet, 50 m – 10. miejsce
Karabin dowolny, trzy pozycje, 300 m – 24. miejsce
Karabin małokalibrowy, znikająca tarcza, 25 m – 19. miejsce
- André Regaud

Pistolet, 50 m – 15. miejsce
Karabin małokalibrowy, dowolna pozycja, 50 m – 41. miejsce
- Edmond Sandoz – pistolet pojedynkowy, 30 m – 12. miejsce
- Georges de Créqui-Montfort de Courtivron

Pistolet pojedynkowy, 30 m – 26. miejsce
Trap – 35. miejsce
- Maurice Faure – pistolet pojedynkowy, 30 m – 31. miejsce
- Charles de Jaubert

Pistolet pojedynkowy, 30 m – 36. miejsce
Runda podwójna do ruchomego celu – 10. miejsce
Trap – 26. miejsce
- Henri de Castex

Pistolet pojedynkowy, 30 m – 42. miejsce
Trap – 29. miejsce
- Paul Colas

Karabin dowolny, trzy pozycje, 300 m – 1. miejsce
Karabin wojskowy, trzy pozycje, 300 m – 22. miejsce
Karabin wojskowy, dowolna pozycja, 600 m – 1. miejsce
- Louis Percy

Karabin dowolny, trzy pozycje, 300 m – 44. miejsce
Karabin wojskowy, trzy pozycje, 300 m – 23. miejsce
Karabin wojskowy, dowolna pozycja, 600 m – 20. miejsce
- Auguste Marion

Karabin dowolny, trzy pozycje, 300 m – 45. miejsce
Karabin wojskowy, dowolna pozycja, 600 m – 63. miejsce
- Raoul de Boigne

Karabin dowolny, trzy pozycje, 300 m – 53. miejsce
Karabin wojskowy, trzy pozycje, 300 m – 58. miejsce
Karabin wojskowy, dowolna pozycja, 600 m – 50. miejsce
- Athanase Sartori

Karabin dowolny, trzy pozycje, 300 m – 63. miejsce
Karabin wojskowy, trzy pozycje, 300 m – 90. miejsce
Karabin wojskowy, dowolna pozycja, 600 m – 84. miejsce
- Pierre Gentil

Karabin dowolny, trzy pozycje, 300 m – nie ukończył
Karabin wojskowy, trzy pozycje, 300 m – 61. miejsce
Karabin wojskowy, dowolna pozycja, 600 m – 69. miejsce
Karabin małokalibrowy, znikająca tarcza, 25 m – 27. miejsce
- Maxime Landin

Karabin wojskowy, trzy pozycje, 300 m – 70. miejsce
- Daniel Mérillon

Karabin wojskowy, trzy pozycje, 300 m – 78. miejsce
Karabin wojskowy, dowolna pozycja, 600 m – 64. miejsce
- André Fleury – trap – 27. miejsce
- Édouard Creuzé de Lesser – trap – 41. miejsce
- René Texier – trap – 48. miejsce
- Henri le Marié – trap – 51. miejsce
- Paul Colas, Louis Percy, Léon Johnson, Pierre Gentil, Raoul de Boigne, Auguste Marion – karabin dowolny, trzy pozycje, 300 m, drużynowo – 4. miejsce
- Louis Percy, Paul Colas, Raoul de Boigne, Pierre Gentil, Léon Johnson, Maxime Landin – karabin wojskowy, 200, 400, 500 i 600 m, drużynowo – 5. miejsce
- Léon Johnson, Pierre Gentil, André Regaud, Maxime Landin – karabin małokalibrowy, leżąc, 50 m, drużynowo – 4. miejsce
- André Fleury, Henri de Castex, Georges de Créqui-Montfort de Courtivron, Charles de Jaubert, René Texier, Édouard Creuzé de Lesser – trap drużynowo – 6. miejsce

### Tenis
- André Gobert – gra pojedyncza – 1. miejsce
- Maurice Germot – gra pojedyncza – 9. miejsce
- François Blanchy – gra pojedyncza – 17. miejsce
- Albert Canet – gra pojedyncza – 17. miejsce
- Édouard Mény de Marangue – gra pojedyncza – 31. miejsce
- André Gobert, Maurice Germot – gra podwójna – 1. miejsce
- Albert Canet, Édouard Mény de Marangue – gra podwójna – 3. miejsce
- Marguerite Broquedis, Albert Canet – gra mieszana – 3. miejsce
- Marguerite Broquedis – gra pojedyncza – 1. miejsce

### Wioślarstwo
- André Mirambeau, Louis Thomaturgé, René Saintongey, Pierre Alibert, François Elichagaray – czwórka ze sternikiem – odpadli w eliminacjach
- Charles Garnier, Alphonse Meignant, Auguste Richard, Gabriel Poix, François Elichagaray – czwórka ze sternikiem (łodzie z takielunkiem) – odpadli w eliminacjach
- Jean Arné, Gabriel St. Laurent, Marius Lejeune, Louis Lafite, Jean Elichagaray, Joseph Campot, Étienne Lesbats, Pierre Alvarez, François Elichagaray – ósemka – odpadli w eliminacjach

### Zapasy
- Jean Bouffechoux – waga lekka, styl klasyczny – odpadł w drugiej rundzie
- Raymond Cabal – waga lekka, styl klasyczny – odpadł w drugiej rundzie
- Eugène Lesieur – waga lekka, styl klasyczny – odpadł w drugiej rundzie
- Adrien Barrier – waga średnia A, styl klasyczny – odpadł w drugiej rundzie
- Édouard Martin – waga średnia B, styl klasyczny – odpadł w drugiej rundzie
- Raoul Paoli – waga ciężka, styl klasyczny – odpadł w drugiej rundzie

### Żeglarstwo
- Gaston Thubé, Amédée Thubé, Jacques Thubé – klasa 6 metrów – 1. miejsce